# Hôtel de l'Escalopier
El hôtel de l'Escalopier es una mansión privada ubicada en el número 25 de la place des Vosges, en el lado norte, entre el Hôtel de Bassompierre y el Pavillon de la Reine; en el 3 distritoParís, Francia.
La fachada del hotel en el lado este

## Histórico
Fue propiedad del Consejero de Estado Pierre Gobelin du Quesnoy, que intentó incendiarlo por despecho aomoroso hacia Mademoiselle de Tonnay-Charente, la futura Madame de Montespan. Luego lo alquiló a la familia Maillé-Brézé y lo vendió en 1694 al consejero parlamentario Gaspard de l'Escalopier con quien estaba relacionado.
Fue clasificado como monumento histórico en 1956.
En el año 2000, la empresa Lady Jane, su propietaria, obtuvo el derecho de demolición de las dependencias ubicadas en los lotes 12 a 20.